# Diodontolaimus sabulosus
Diodontolaimus sabulosus är en rundmaskart som beskrevs av Rowland Southern 1914. Diodontolaimus sabulosus ingår i släktet Diodontolaimus och familjen Leptolaimidae. Inga underarter finns listade i Catalogue of Life.